# Kolavanahalli, Chik Ballapur
Kolavanahalli là một làng thuộc tehsil Chik Ballapur, huyện Kolar, bang Karnataka, Ấn Độ.